# نیتسا
نیتسا (به لاتین: Nīca) یک روستا در لتونی است که در شهرداری نیتسا واقع شده‌است. نیتسا ۹۸۱ نفر جمعیت دارد.